# Marcin Leżeński (zm. po 1580)
Marcin Leżeński herbu Nałęcz (zm. po 1580 roku) – sędzia łukowski w latach 1570-1580.
Poseł na sejm 1570 roku, sejm 1576/1577 roku z województwa lubelskiego.